# Tapeinosperma pauciflorum
Tapeinosperma pauciflorum är en viveväxtart som beskrevs av Carl Christian Mez. Tapeinosperma pauciflorum ingår i släktet Tapeinosperma och familjen viveväxter. Inga underarter finns listade i Catalogue of Life.